# Ville-Marie (Montreal)
Ville-Marie es un distrito de la ciudad de Montreal. Este distrito es el corazón de la metrópolis, uno de los sectores más vibrantes de ésta. Tiene una superficie de 14,49 km² y una población de 75.880 habitantes. Allí se encuentran varios rascacielos, iglesias, como la Basílica Notre-Dame de Montreal, centros comerciales, numerosos comercios en la rue Sainte-Catherine, así como varios restaurantes y cafés.

## Montreal subterráneo
El RÉSO, o Montreal subterráneo, consiste en 30 km de túneles, que cubren 12 km² e incluye 60 complejos residenciales y comerciales, que suman 3,6 km² de espacio utilizable. Esto representa un 80% del espacio de oficinas y un 35% del espacio comercial del distrito. Entre los servicios y edificios accesibles a través de esta red subterránea, encontramos bancos, hoteles, centros comerciales, sedes sociales, edificios universitarios, residencias de lujo, así como siete estaciones de metro y dos estaciones de trenes de cercanías. El Montreal subterráneo comprende más de 120 puntos de acceso y más de 500.000 personas lo utilizan cada día, sobre todo durante el invierno.

## Barrios(quartiers)
- El centre-ville
- El Barrio de los espectáculos
- El Centre-Sud
- El Ghetto McGill (nombre oficioso)
- El Vieux-Montréal
- El Barrio latino de Montreal
- El Barrio chino de Montreal
- El Quartier international

## Imágenes

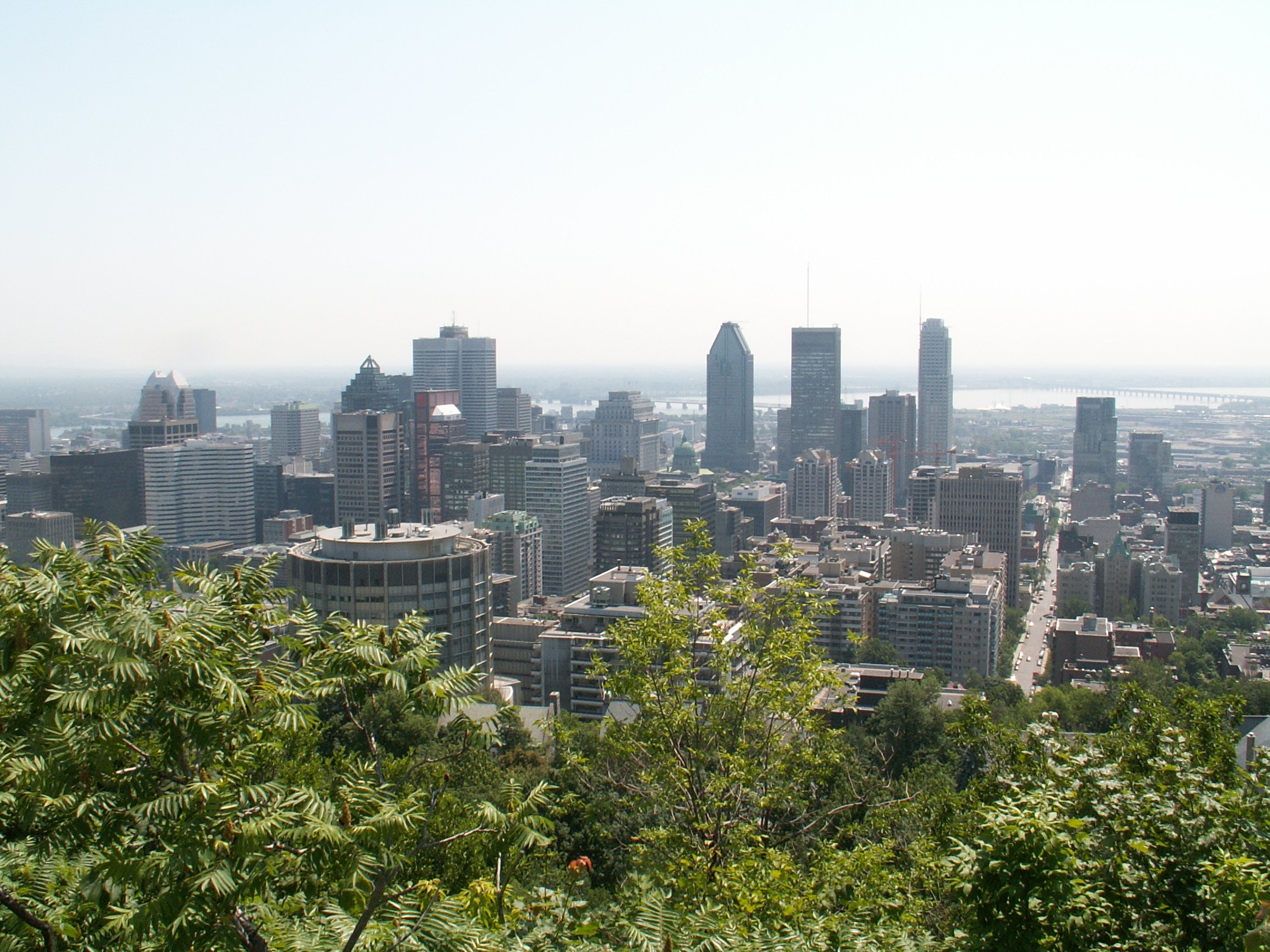
Vista del distrito de Ville-Marie desde el monte Royal, un día de verano.
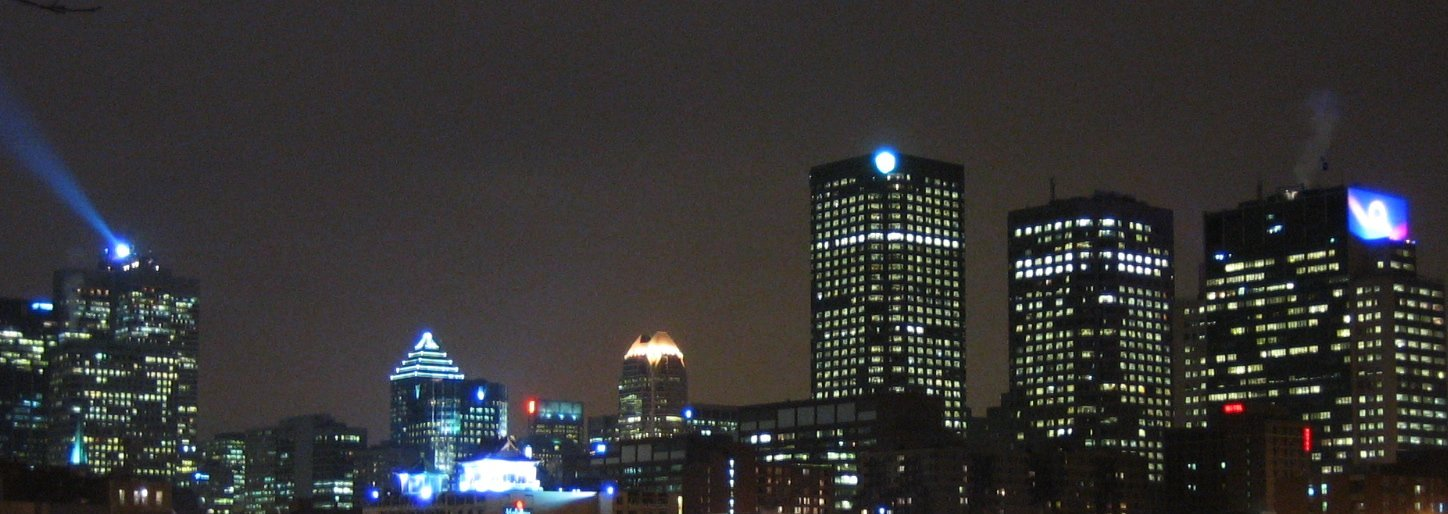
Vista nocturna desde la Place d'Armes; el faro que se ve a la izquierda está situado en la Place Ville-Marie.
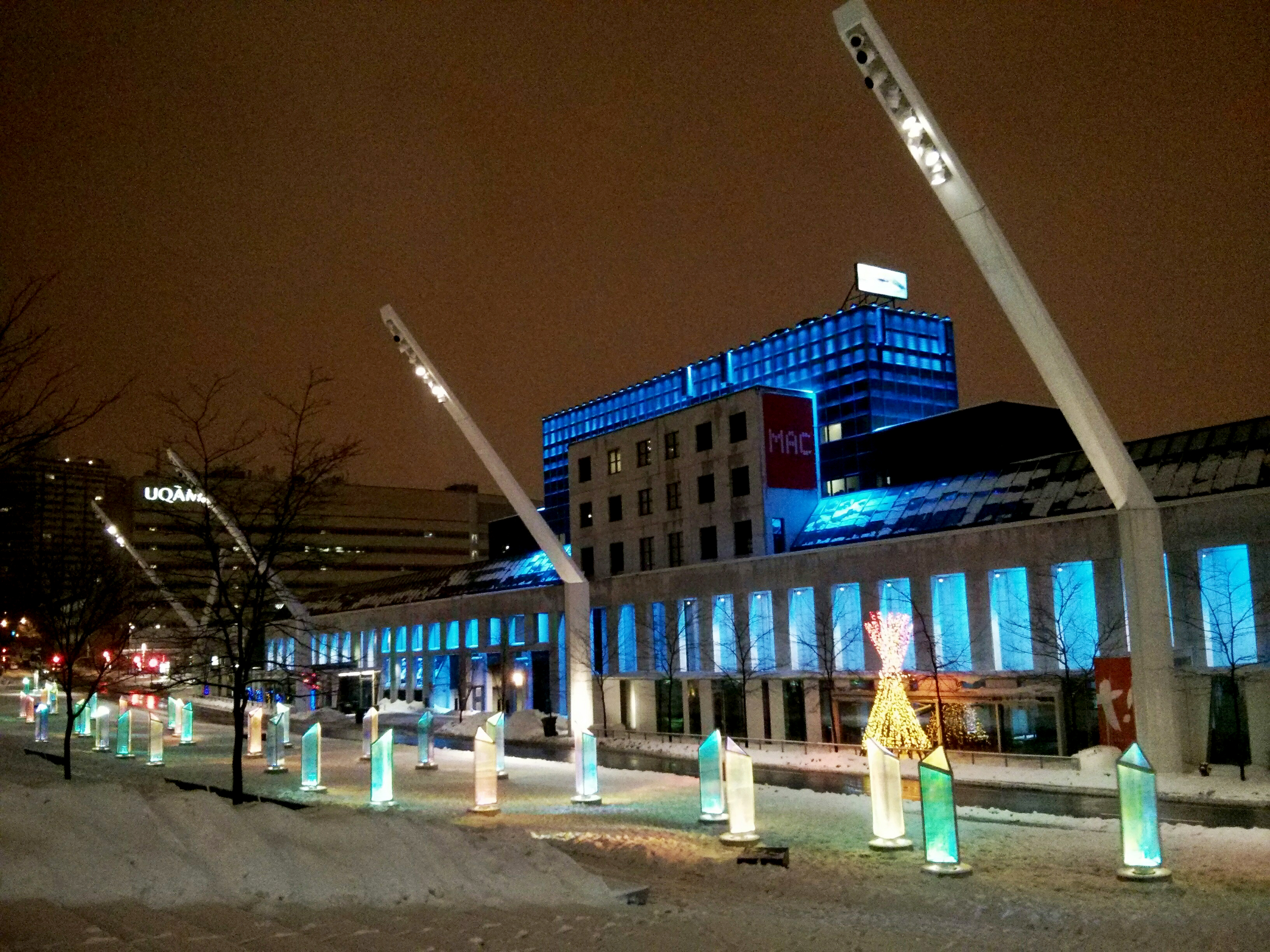
Barrio de los espectáculos, una noche de invierno